# Edwin Ferdon
Edwin Ferdon (14 de junio de 1913 - 13 de noviembre de 2002) fue un etnólogo estadounidense conocido por sus estudios sobre las personas de las Américas y Polinesia. Ferdon obtuvo su licenciatura en la Universidad de Minnesota y su maestría en la Universidad de California. Durante su vida, Ferdon participó en trabajos de campo en Perú, Bolivia, México, Ecuador y la Isla de Pascua. Cuando no estaba en el campo, estaba trabajando en museos, incluido el Museo de Nuevo México como conservador y el Museo de Arte Folklórico Internacional como director. Ferdon falleció el 13 de noviembre de 2002, a la edad de 89 años.

## Primeros años
Edwin Nelson Ferdon Jr. nació el 14 de junio de 1913, en St. Paul, Minnesota. Tuvo dos hermanas y un hermano. La familia de Ferdon se mudó a Coshocton, Ohio, donde asistió a la escuela secundaria. Mientras estaba en Ohio, también participó en los Boy Scouts de América y se convirtió en Eagle Scout.
Asistió a la Universidad de Minnesota y se graduó en 1937. Mientras estaba en la escuela, realizó trabajos de campo en Perú y Bolivia en 1935, y luego viajó a México en 1936 y nuevamente en 1937. El hermano de Ferdon, John, murió a los 17 años debido a que una radio cayó al agua mientras Ferdon estaba en Ciudad de México en 1936.

## Carrera
Después de graduarse, trabajó para el Museo de Nuevo México en Santa Fe, Nuevo México como conservador hasta 1938. Dejó ese trabajo para realizar trabajos de campo en Ecuador durante tres años, donde realizó investigaciones arqueológicas. Luego asistió a la Universidad de California para obtener una maestría.
En 1955, Thor Heyerdahl le pidió a Ferdon que se uniera a una expedición a la Isla de Pascua como arqueólogo. Ferdon fue uno de los cuatro arqueólogos que participaron en la expedición. Mientras estaba en la Polinesia Oriental, Ferdon estudió los rituales de caminata y los detalles de la vida moderna en Tahití. Ferdon también tomó muchas fotografías para documentar la expedición. Publicó muchos libros y artículos sobre sus estudios. Ferdon trabajó para el Museo Estatal de Arizona en la Universidad de Arizona y se retiró en 1983, después de desempeñar el cargo de director asociado. Durante su carrera como antropólogo y arqueólogo, también fue el director del Museo de Arte Folklórico Internacional en Santa Fe.
Ferdon falleció el 13 de noviembre de 2002, debido al cáncer. Está enterrado en el Cementerio East Lawn en Tucson, Arizona.

## Publicaciones
- Tonga Temprana: Como los Exploradores lo Vieron 1616–1810. University of Arizona Press. enero de 1988. ISBN 9780816510269.
- Tahití Temprano Como lo Vieron los Exploradores, 1767–1797. University of Arizona Press. 1981. ISBN 9780816507085.
- Observaciones Tempranas de la Cultura Marquesana, 1595–1813. The University of Arizona Press. 1993. ISBN 9780816513918.
- Figurines Característicos de Esmeraldas. School of American Research. 1945.
- Ferdon, Edwin (1966). Diario de un Hombre.
- Estudios en la Geografía Ecuatoriana. School of American Research y University of Southern California. 1950. ISBN 9780826303837.
- Tonalá, México: Un Estudio Arqueológico. School of American Research. 1953.
- Una Encuesta Experimental de Paralelos Arquitectónicos entre México y el Suroeste, Número 21. School of American Research. 1955.